# Dieudonné Lamothe
Dieudonné Michel Lamothe (ur. 26 lipca 1954) – haitański lekkoatleta, czterokrotny olimpijczyk.

## Igrzyska olimpijskie
Czterokrotny olimpijczyk (IO 1976, IO 1984, IO 1988, IO 1992). Podczas pierwszego olimpijskiego startu wystąpił w eliminacjach biegu na 5000 metrów. Jego wynik (18:50,07) był najsłabszym czasem eliminacji wśród 35 sklasyfikowanych zawodników – do przedostatniego biegacza stracił niemal cztery minuty. W 1984 roku zajął ostatnie 78. miejsce w biegu maratońskim (2:52:18).
Po upadku rządów Duvaliera w 1986 roku udzielił wywiadu, w którym stwierdził, że o swoim starcie na igrzyskach w Los Angeles miał się dowiedzieć dwa tygodnie przed wyjazdem drużyny do Stanów Zjednoczonych. Nie był w dobrej dyspozycji fizycznej i jak sam stwierdził, nie był gotowy na występ w igrzyskach (startował w odzieży pożyczonej od dwóch Amerykanów). Obawiał się, że jeśli nie ukończy biegu maratońskiego to może zginąć z rąk Tonton Macoute (dzień przed startem spotkał się z haitańskimi urzędnikami, których podejrzewał o członkostwo w tej służbie). Dobiegł do mety, jednak po powrocie do kraju jego występ został potępiony przez krajowe media, w tym czołowego haitańskiego komentatora sportowego. Za swój występ otrzymał 250 dolarów (pozostali haitańscy olimpijczycy, którzy pochodzili z zamożniejszych warstw społecznych, otrzymali po 2000 dolarów).
Podczas igrzysk w 1988 roku zajął 20. miejsce w biegu maratońskim wśród 98 sklasyfikowanych lekkoatletów (2:16:15), choć przed zawodami liczył na miejsce w pierwszej dziesiątce. W 1992 roku osiągnął w tej samej konkurencji 76. miejsce (2:36:11) – do mety dobiegło 87 maratończyków.

## Pozostałe starty
W 1986 roku zdobył brązowy medal w maratonie podczas igrzysk Ameryki Środkowej i Karaibów (2:32:11). W tym samym roku uplasował się na 60. miejscu w maratonie w Nowym Jorku (2:26:23). Zajął 6. miejsce w maratonie podczas Igrzysk Panamerykańskich 1987. Wziął udział w mistrzostwach świata w 1991 roku – nie dobiegł do mety biegu eliminacyjnego na dystansie 5000 metrów. W 1996 roku zwyciężył w Long Island Marathon.

## Życie prywatne
W 1986 roku miał żonę i syna.

## Rekordy życiowe
- bieg na 5000 m – 15:33,26 (1989)[1],
- bieg maratoński – 2:14:22 (1988)[1]. Wynik ten pozostawał w 2022 roku rekordem Haiti[11].